# Gausdal
Gausdal i Gudbrandsdalen er en kommune i Innlandet fylke i Norge.
Den grænser i nord til Sør-Fron, i nordøst til Ringebu, i øst til Øyer og Lillehammer, i syd til Nordre Land, og i sydvest til Nord-Aurdal og Øystre Slidre. Kommunens område følger stort set dalstrøget omkring elven Gausa og den sidedale. Højeste punkt er Nordre Langsua der er 1.552 moh.

## Areal og befolkning
De fleste af kommunens indbyggere bor i området omkring administrationscenteret Segalstad bro, i Follebu og Forset, men også i Østre og Vestre Gausdal, Svingvoll, Svatsum og Espedal.

## Historie og kultur
Gausdal kommune blev dannet i 1962 da kommunerne Østre og Vestre Gausdal blev slået sammen.
Lige nord for Follebu ligger digteren Bjørnstjerne Bjørnsons gård Aulestad.

## Kendte gausdøler og andre med tilknytning til Gausdal
- Simen Fougner (1701-83), bonde og reformator født i Gausdal
- Peter Christopher Stenerson (1723-76), forfatter og præst født i Gausdal
- Abraham Pihl (1756-1821), teolog og astronom
- Christen Smed (1797-1846), smed og bjergbestiger fra Vestre Gausdal
- Per Bø (1830-78), bonde og folkeoplyser født i Østre Guasdal
- Bjørnstjerne Bjørnson (1832-1910), digter bosat på Aulestad
- Thorstein Lunde (1835-1902), kjøpmann og politiker født i Gausdal
- Andreas Austlid (1851-1926), lærer og forfatter født i Østre Gausdal.
- Erik Enge (1852-1933), bonde, stortingspolitiker og landbrugsminister født i Østre Gausdal
- Hans Aanrud (1863-1953), forfatter
- Erling Bjørnson (1868-1959), politiker (Bondepartiet og Nasjonal Samling)
- Hallvard Blekastad (1883-1966), maler født i Gausdal, norsk maler
- Magne Elvestrand (1914-91), musiker født i Østre Gausdal
- Olav Olstad (1957-), bonde og ordfører (Senterpartiet) i Gausdal